# Distretto di Pacllón
Il distretto di Pacllón è un distretto del Perù nella provincia di Bolognesi (regione di Ancash) con 1.522 abitanti al censimento 2007 dei quali 1.319 urbani e 203 rurali.
È stato istituito il 2 gennaio 1857.